# Rochon Sands Provincial Park
Rochon Sands Provincial Park är en park i Kanada.   Den ligger i provinsen Alberta, i den centrala delen av landet, 2 800 km väster om huvudstaden Ottawa. Rochon Sands Provincial Park ligger 775 meter över havet.
Terrängen runt Rochon Sands Provincial Park är huvudsakligen platt. Rochon Sands Provincial Park ligger nere i en dal. Trakten runt Rochon Sands Provincial Park är nära nog obefolkad, med mindre än två invånare per kvadratkilometer.. Närmaste större samhälle är Bashaw, 14,1 km norr om Rochon Sands Provincial Park. 